# Lucas Watzenrode

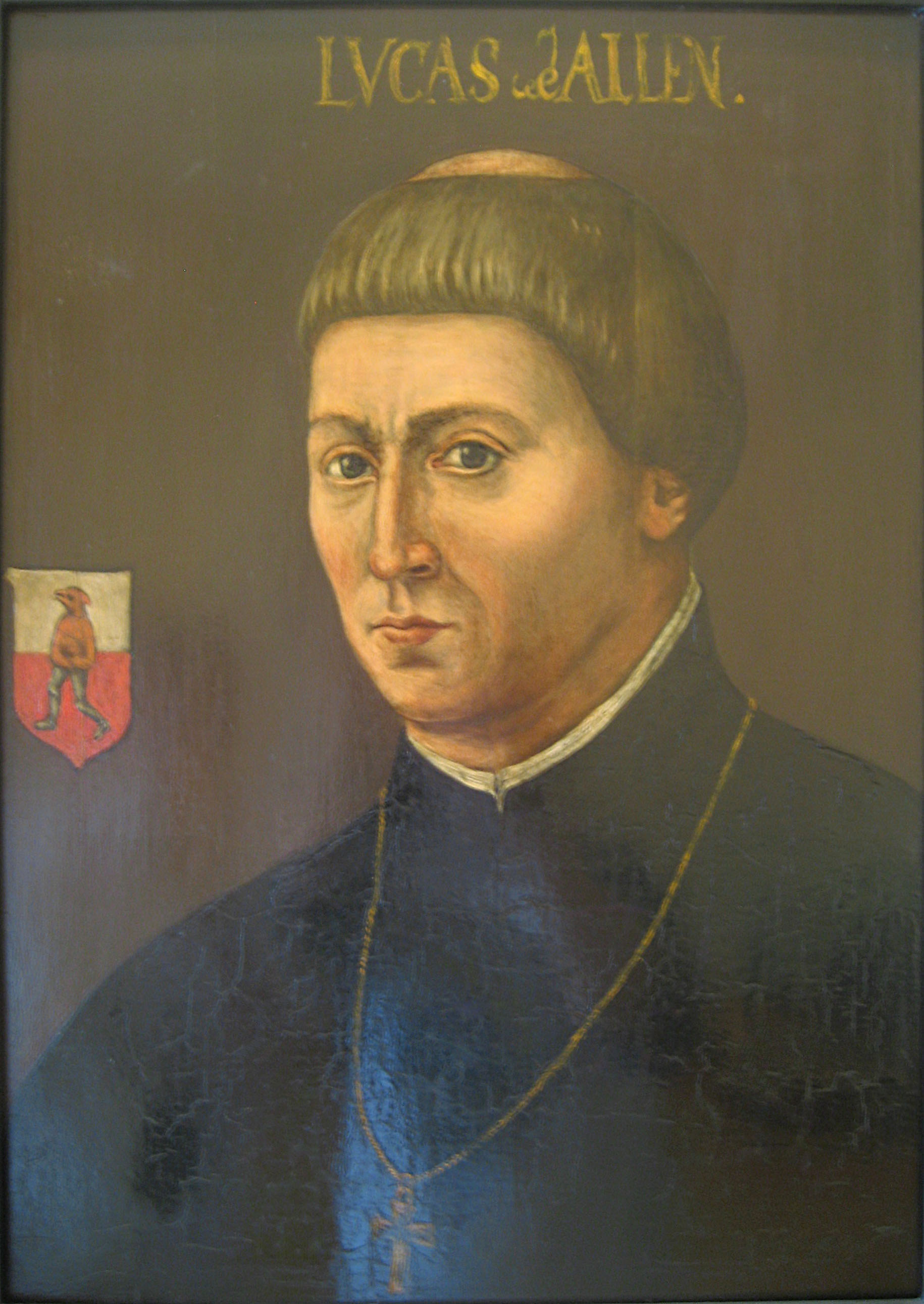
Lucas Watzenrode der Jüngere

Lucas Watzenrode (* 30. Oktober 1447 in Thorn; † 29. März 1512 ebenda) war Fürstbischof des Ermlandes. Sein Vater Lukas Watzenrode der Ältere (1400–1462) war Bürger und Handelsmann in Thorn.

## Leben
Die Familie stammte aus Weizenrodau in Schlesien. Wie damals üblich, wurde der Herkunftsort nach Wegzug der Familie nach Thorn als Familienname weitergeführt (hier in der Form Watzenrode, auch Watzelrode und Weisselrodt).

### Studium
Lucas Watzenrode studierte zunächst 1463/1464 an der Universität Krakau. Am 8. Juni 1465 schrieb er sich in der Artistenfakultät der Universität Köln ein, wo er drei Jahre später, am 8. April 1468, zum Magister der freien Künste (magister artium) promoviert wurde.
1470 begann er ein Studium an der damals in der Jurisprudenz berühmtesten Universität Europas, der Universität Bologna. Am 6. Januar 1472 wurde er dort zum obersten Vorsteher (Procurator) der Deutschen Studentenschaft (Natio Germanorum) gewählt, der Jahre später auch seine beiden Neffen und Ziehsöhne Andreas und Niklas Koppernigk (Nikolaus Kopernikus) angehörten. Am 18. Dezember 1473 beendete Lukas Watzenrode sein Studium mit der Promotion zum Doktor des kanonischen Rechts (Doctor in jure canonico).

### Culmsee und Leslau
Nach seiner Rückkehr in die Heimat wurde er spätestens 1475 Domherr in Culmsee. Im April 1477 verlieh ihm Papst Sixtus IV. zusätzlich ein Kanonikat in Leslau. Dort freundete er sich mit dem Bischof von Leslau, Zbigniew Oleśnicki an, der 1482 Erzbischof von Gnesen und später Primas von Polen wurde. Lukas Watzenrode folgte ihm nach Gnesen und war bis 1489 sein vertrauter Rechtsberater und ständiger Begleiter.

### Fürstbischof des Ermlandes
Als Nikolaus von Tüngen, der Bischof des Ermlandes, im Jahre 1489 starb, folgte Watzenrode nach. Als Fürstbischof war er gleichgestellt mit den anderen kaiserlichen Reichsfürsten, und wie sie regierte er sein Land selbst. Watzenrode war erwählt, aber Elisabeth von Habsburg und ihr Mann, der polnische König Kasimir IV., wollten ihren Sohn Friedrich zum Bischof von Ermland ernannt haben. Sie wollten die Regierung des Deutschen Ordens entfernen, um Preußen zu Polen zwangsweise zu annektieren. Watzenrode wurde jedoch vom Papst als Bischof und Herrscher des Ermlandes geweiht. Kasimir IV. versuchte es weiter mit Eroberungen und im Jahre 1492 plante er die militärische Übernahme. Sein Tod vereitelte jedoch diesen Plan. Das Ermland blieb ein exemtes Bistum.
Watzenrode konnte nun ein freundliches nachbarschaftliches Verhältnis zu den Söhnen Kasimirs, Johann Albrecht, dann Alexander, dann Sigismund I. halten. Er war auch einige Male deren Ratgeber und unterhielt zur gleichen Zeit eine gute Arbeitsgemeinschaft mit dem Deutschen Orden, aber wenn nötig, verteidigte er den unabhängigen Status des Ermlandes.
Watzenrode gründete eine Schule in Frauenburg und plante eine Universität in Elbing. Er unterhielt eine große Buchsammlung und setzte sich dafür ein, dass die ersten Literaturbücher für das Ermland Bistum gedruckt wurden. Er war auch ein Kunstliebhaber und stiftete eine große Anzahl von Gemälden, Skulpturen, Altären etc.

### Der „Bericht über die letzten Tage des Fürstbischofs“
Sein Kanzler Paul Deusterwald schrieb einen Bericht über die letzten Tage des Fürstbischofs, in dem er auch auf seine Wesensart einging:
In diesem schweren Krankheitszustand und dem Tode nah wurde er am 26. März, welches der Freitag nach dem Sonntag Judica [5. Fastensonntag] war, nach Thorn gebracht, einem Hingeschiedenen nicht unähnlich, wo er am folgenden Tag, da er noch mehr an Kräften verlor und in großem Maße die Fähigkeit, zu sprechen (das behinderte Sprechen beruhte nämlich auf Schwierigkeiten mit dem Atem, der nur mit großer Anstrengung aus der Brust hervorkam), auf ein privates Krankenlager gebettet worden ist. Tags darauf legte er bei schlimmer werdendem Zustand die Beichte ab und empfing mit höchster Hingabe den Leib des Herrn. Und obwohl er die Worte mit zitternder Zunge und undeutlich aussprach, versuchte er doch jenen, die ihm vertraut waren, vieles zu sagen, und sie verstanden auch manchmal, was er wollte, wenn auch mehr aus Zeichen und Gesten, die ihnen bekannt waren, als aus den eigentlichen Worten. Manchmal sprach er auch einen vollständigen und richtigen Satz aus, wenn auch mit großer Anstrengung; er bemühte sich nämlich meiner Ansicht nach Schleim aus der Brust heraus zu befördern, was die blockierten Atemwege aber nicht zuließen.
Auch war kein erfahrener Arzt anwesend gewesen, der mit Heilmitteln der Natur hätte Beistand leisten können. Zwar wurde nach auswärtigen Ärzten gesandt, aber als sie dann kamen, fanden sie ihn schon tot vor. Es war nämlich am Montag, den 29. März, da er, nachdem er das Messamt gehört und die letzte Ölung empfangen hatte, in Anwesenheit des Ehrwürdigsten Vaters in Christo, Herrn Johannes [Konopacki], des Bischofs von Kulm, und seiner Freunde, in glühender Hingabe an Gott, was man an vielen Zeichen sehen konnte, und wie es zu erwarten war, schließlich die Seele aushauchte und redlich in den Herrn einging. Sein Begräbnis erfolgte in der Ermländischen Kathedrale (Dom zu Frauenburg), wo ihm die Seinigen ihren Kummer und ihre Trauer abstatteten. Die Beisetzung war am Freitag, den 2. April.
Vielerlei Meinungen gab es sogleich über seinen Tod, wie das so üblich ist. Manche argwöhnten, dass er einem Gifttrank erlegen sei, wobei Zweifel bezüglich des Anstifters bestehen. Deren Aussage stützend sah man schwarze Flecken, die den Körper nach dem Austritt der Seele sogleich bedeckten. Auch war es erstaunlich, dass gleich zu Beginn der Krankheit seine Kraft so sehr geschwächt wurde, wo er doch von Natur aus sonst stark und kräftig war. Andere glaubten, das Alter sei die Todesursache gewesen, da er schon vierundsechzig Jahre überschritten hatte. Einige meinten, er sei an Kummer und an schwerer seelischer Sorge gestorben, weil er viele Feinde hatte.
Hauptsächlich hochgestellte Persönlichkeiten aus Preußen waren seine Gegner: Der Adel wegen der Distrikte Tolkemit (Tolkmicko) und Scharfau, die er für die Kirche als dauerhafte Schenkung von der königlichen Majestät erhalten hat, auch wegen der Freistellung der Distrikte Stuhm (Sztum) und Dyrsau, über die er anderweitig verfügen konnte. Aber auch die Städte – Elbing wegen des Gerichtsentscheids bezüglich der Fischer, die in dem Hab (Haff) genannten Meeresarm fischten, was sie als Gewohnheitsrecht in der Stadt Tolkemit ausübten, und wegen der Besitzrechte, welche die Bürger als die ihren beanspruchten, wogegen der Bischof aber im Gegensatz dazu in dieser Sache darauf bestand, dass ihm der gesamte Distrikt Tolkemit mit allen Rechten geschenkt worden sei, in dem die Vorgenannten lebten. Danzig aber wegen der Nehrung der Kirche, die er von ihnen zurückverlangte und ferner wegen Besitztümern, die von dessen Bürgerschaft dem Distrikt Scharfau entfremdet worden waren.
Auch war seinem Episcopat vor allem der Ritterorden feindlich gesinnt, mit dem er immer in Auseinandersetzungen lebte. Außerdem hatte Wilhelm von Eisenberg, der Ordensmarschall, kurz vor dem Tode des Bischofs eine unverschämte, berüchtigte Schrift über diesen herausgegeben. Nicht zu sprechen von den Räubern, die damals scharenweise in Preußen einfielen und die auf Vorschlag gewisser Leute dem Bischof viel Böses zufügten, die sogar, damit man ihn verdächtige, Brand legten und nicht aufhörten seiner Person Schaden anzutun.
Es wäre mühsam, alles aufzuzählen. Aber unumstößlich steht fest, dass die obengenannten Gegner all sein Tun mit großem Eifer bekämpften und dies schon lange Zeit, und auch der Unmut des Königs gegen den Herrn Bischof seinen Magen aufregte, wobei der König ihn sonst aber immer sehr schätzte. Um dies zu erreichen, wendeten sie vielerlei Kniffe, Geschick und Einfallsreichtum an. Aber der Bischof hat sich in seinem auf Integrität beruhenden Leben um all die Anstrengungen jener nicht weiter geschert.

## Familie
Watzenrode war der Bruder von Nicolaus Copernicus’ Mutter Barbara, die früh starb. Als 1483 auch der Vater verstarb, übernahm er als Onkel die Erziehung der vier verwaisten Kinder und schickte den späteren Astronomen Nikolaus Kopernikus und dessen Bruder Andreas zum Studium nach Krakau und Bologna, um ihnen eine Laufbahn in der Kirchenverwaltung zu ermöglichen.
Watzenrode hatte selbst einen Sohn, Philipp Teschner, welcher als Bürgermeister von Braunsberg dem Hochmeister Albrecht Dienste leistete und die Reformation unterstützte.